# Alloteratura longicercata
Alloteratura longicercata är en insektsart som först beskrevs av Bolívar, I. 1905.  Alloteratura longicercata ingår i släktet Alloteratura och familjen vårtbitare. Inga underarter finns listade i Catalogue of Life.